# Carlos Paez
Carlos Ernesto Paez de Oliveira Bustillo, meglio noto come Carlos Paez (Tegucigalpa, 29 maggio 1978), è un ex calciatore honduregno, di ruolo centrocampista.

## Carriera

### Nazionale
Nel 2000 ha partecipato, insieme alla selezione honduregna, ai Giochi della XXVII Olimpiade a Sydney.

## Palmarès

### Club

#### Competizioni nazionali
- Campionato honduregno: 8

Olimpia: 2000-2001 Apertura, 2002-2003 Apertura, 2003-2004 Clausura, 2004-2005 Clausura, 2005-2006 Apertura, 2005-2006 Clausura, 2007-2008 Clausura
Motagua: 2001-2002 Apertura

#### Competizioni internazionali
- Copa Interclubes UNCAF: 1

Olimpia: 2000